# Dési Huber István Képzőművész Kör
Az 1948-ban alapított Dési Huber István Képzőművész Kör (közkeletű nevén Dési Huber Szabadiskola, továbbiakban Kör) rövid időn belül a budapesti képzőművész műhelyek között az egyik legjelentősebb képzőhellyé vált. A Kör a Budapest V. Báthory utca 8. sz. alatt, kezdetektől fogva szabadiskolai rendszerben működött, a hallgatók saját fejlődési ütemüknek megfelelően folytatták tanulmányaikat. 
A Kör legfőbb célja, hogy elsősorban rajz- és szobrászoktatással a tehetséges fiatalokat előkészítse a művészeti közép- és felsőfokú képzésre. Időszakosan más jellegű tanfolyamokkal is színesítették a kínálatot (pl.: rézkarc, az illusztráció, kisplasztika). A Körnek időszakonként akár 150–200 tanulója volt. Hallgatói részére (beleértve az egykoriakat is) évről évre képzőművészeti pályázatot hirdetett, mely az eredményhirdetés után a díjazott, valamint a szakértő zsűri által erre alkalmasnak ítélt alkotások – szobrok, festmények, grafikák és egyéb technikával készült művek – kiállításával zárult.
A Kör 1979. január 1-jétől elveszítette önállóságát és a Belvárosi Ifjúsági Ház (BIH) fenntartásába került, ugyanakkor az Irányi utcában kaptak külön 342 m² alapterületű épületet. A BIH 2001. december 31-én megszűnt, a Kör Irányi utcai helyiségét az V. kerületi Önkormányzat a Belvárosi Tanodának adta át, és a Kört 2002. január 1-jétől az Aranytíz Művelődési Központtal összevonta, amely így Dési Huber István Képzőművészeti Kör és Rajziskola néven a Budapest V. Arany János utca 10. alatt működik tovább.

## A Kör oktatói
Zárójelek között az évszám, amely években a művésztanár a Körben oktatott.
- Fenyő Andor Endre (1950–1971)
- Gráber Margit (1948?–1954/1993 előtt)
- Karakas András (1998? – 2006?)
- Korga György festő, illusztrátor (1970–2002)
- Laborcz Ferenc szobrász (1949–1971)
- ifj. Pál Mihály][4] (?) (kb. 1970)
- Tamás Ervin[5] (1954–1984)
- Tamás Noémi (1972–2004 előtt)
- Turi Éva[6] festőművész (1985 után–2019)

## A Kör híres képzőművésszé vált hallgatói
Zárójelek között az évszám, amely években a hallgató a Kört látogatta.
Aatoth franyo festő (1970 - 1974?)* 
Albert Zsuzsa grafikus (kb. 1966)
- Altorjai Sándor festő
- Aszalai István szobrász
- Bangó Miklós festő (1960)
- Bán Marianna keramikus
- Benke Zoltán szobrász (1965–1966)
- Béres János szobrász (1972–1973)
- Budai Tibor grafikus
- Buhály József festő, grafikus
- Csáky Marianné képzőművész (1985–1986)
- Dévényi János (sz. 1934) ötvös, szobrász
- Engel Tevan István grafikus (kb. 1954)
- Feldman László szobrász (1951)
- Fazekas Magdolna festő (1951–1952)
- Fördős László ötvös (1960–1966)
- Gábor Éva Mária szobrász
- Garamkeszi János ötvös, szobrász (kb. 1965)
- Goda Richárd szobrász (1977–1984)
- Gruber Béla festő (kb. 1955)
- Gulácsy-Horváth Zsolt szobrász
- Hajós Hollanda Éva festő, grafikus
- Harasztÿ István (Édeske) szobrász (1960–1970)
- Hegedűs Miklós festő
- Heritesz Gábor szobrász (1963–1971)
- Hetás György szobrász, színész (1962–1965)
- Hérics Nándor grafikus (kb. 1972–1975)
- Illényi Tamara festő
- Iványi Katalni festő
- Kaposi Endre képzőművész, festő, művészeti író (1957–1959)
- Karcag Éva szobrász (1986–1987)
- Kárpáti Tamás festő, grafikus (kb. 1963–kb. 1967)
- Kaubek Péter szobrász
- Kerezsi Gyöngyi keramikus
- Kesztyűs Tibor festő, grafikus, fotóművész
- Klimó Károly festő (kb. 1955–kb. 1956)
- Klicsu Lajos (1970–1977)
- Koczogh András szobrász, festő, grafikus
- Kozák Attila grafikus (1973–1976)
- Kovács László festő (kb. 1960–1962)
- Laborcz Monika keramikus (Kb. 1959)
- Lesenyei Márta szobrász, éremművész
- Melocco Miklós szobrász (kb. 1955)
- Mihály Gábor szobrász
- Németi Judit festő, grafikus
- Nimond Beáta szobrász (1960–1977)
- Opra Szabó István szobrász (kb. 1970)
- Pallag Zsuzsa szobrász (1951–1952)
- Pleva Margit szobrász (kb. 1976)
- Pohárnok Mihály[7] grafikus, formatervezési menedzser (kb. 1955)
- Rofusz Ferenc filmrendező, rajzoló (kb. 1960)
- Sajdik Ferenc grafikus, karikaturista (kb. 1949)
- Sajó Zsú festő (1955–1956)
- Sváby Lajos festő (kb. 1955)
- Sor Júlia[8] érem (1957–1965)
- Sós András szobrász
- Szanyi Péter szobrász (1966–1968)
- Szabó Zoltán festő (1948–1949)
- Szántó Margit szobrász (1973–1978)
- Szemereki Teréz keramikus (1967–kb. 1968)
- Szoboszlay Éva festő, festő-restaurátor
- Takács Rudolf grafikus, festő (1974–1976)
- Török Judit festő (1961–1965)
- Varjasi Tamás festő képzőművész, iparművész (1961–1964)
- Váli Dezső festő (1960–1962)
- Visy József szobrász, restaurátor (1969–1975)
- Zoltán Sándor grafikus (1966–1968)